# Ewigkeitsglühbirne
Die Ewigkeitsglühlampe ist eine von dem deutschen Erfinder Dieter Binninger entwickelte Glühlampe mit integriertem Vorschaltgerät und einer (angeblichen) Lebensdauer von bis zu 150.000 Stunden (entspricht etwa 17 Jahren). Sie wird in Anlehnung an die sogenannten Sig-Lampen (Langlebensdauerlampen, in Signalanlagen verwendet) auch SIP-Lampe genannt.

## Geschichte
Da die von ihm 1976 im Auftrag des Berliner Senats entwickelte Berlin-Uhr mit hunderten von normalen Glühlampen einen zu hohen Wartungsaufwand erforderte, erfand Binninger eine neue Glühlampe. Eigentlich handelte es sich dabei um die besondere Betriebsart einer normalen Glühlampe, die Binninger mit einem Vorschaltgerät realisierte. Es dauerte von 1979 bis 1984, bis Binninger seine Entwicklung mit mehreren Patenten sicherte. Er hatte die Glühbirnen dann in einer kleinen Fabrik in Berlin-Kreuzberg mit einem Mitarbeiter hergestellt. Bevor er in der Nachwendezeit die Narva-Werke übernehmen wollte (und vielleicht seine mit dem Vorschaltgerät versehene Glühlampe produzieren lassen wollte), stürzte er 1991 mit seinem Flugzeug ab und kam ums Leben.
Bis heute haben übliche Glühlampen für Netzspannung (sogenannte Allgebrauchslampen) eine durchschnittliche Lebensdauer von etwa 1000 Stunden. Langlebensdauerglühlampen (sogenannte Sig-Lampen) wie beispielsweise Hochvolt-Kryptonlampen kommen auf bis zu 14.000 h mittlere Lebensdauer bei gegenüber Allgebrauchslampen etwa halber Lichtausbeute.

## Funktionsweise/fachliche Grundlagen

Lebensdauer und Helligkeit einer Glühlampe in Abhängigkeit von der Betriebsspannung

Der Hauptunterschied zum normalen Betrieb einer Glühlampe besteht nach Binninger darin, dass eine Glühlampe mit höherer Leistung sowie verringerter Spannung (TRIAC-Phasenanschnittsteuerung, siehe) betrieben wird und sich dadurch die effektive Betriebsspannung verringert und die Lebensdauer erhöht. Dadurch verlängert sich die Lebensdauer um das Mehrfache – die Farbtemperatur und der Wirkungsgrad (Lichtausbeute) verringern sich jedoch.
Ein weiterer von Binninger behaupteter Effekt bei gepulstem Betrieb unterhalb ab etwa 50 Hz ist: Die Glühfadentemperatur soll dann angeblich der Pulsspannung folgen und die Lichtausbeute soll sich aufgrund der exponentiellen Zunahme der Lichtausbeute in den Temperaturmaxima derart erhöhen, dass ein Effizienz-Vorteil gegenüber reinem Unterspannungsbetrieb auftreten würde. Binninger behauptete, dass bei dieser gepulsten Betriebsweise die enorme Lebensdauerzunahme, wie sie bei Unterspannungsbetrieb bekanntermaßen eintritt, erhalten bleiben würde (DE3213333A1). Das ist zumindest zweifelhaft, da sich in den Temperaturmaxima wiederum auch die Abdampfrate des Glühfadens erhöht. Zusätzlich tritt vermutlich eine nachteilige Temperaturwechselbeanspruchung auf. Ein klarer Beleg für diese Behauptungen steht aus.
Im Patenttext (insbesondere DE3213333A1) sind fachliche Fehlschlüsse enthalten (arithmetischer Mittelwert der gepulsten Spannung wird fälschlicherweise als Grundlage zur Leistungs- und Effizienzberechnung herangezogen), was zweifellos von potentiellen Herstellern solcher Lampen erkannt wurde.
Für Spezialanwendungen (z. B. signaltechnische Anlagen) existieren Spezialglühlampen mit bei Nennspannung geringerer Glühwendeltemperatur (z. B. Philips Traffic 6938E/6939E, Walter Schrickel 956005/956006). Die Lebensdauer solcher Glühlampen liegt beim 8- bis 16-fachen normaler Glühlampen bei etwa halber Lichtausbeute. Die Farbtemperatur liegt bei etwa 2200 K. In Serie hergestellt werden solche Spezialglühlampen seit den 1920er Jahren. Die am längsten brennende Glühlampe „Centennial Light“ brennt seit 1901 in der Feuerwache von Livermore (Kalifornien), jedoch handelt es sich dabei um eine Kohlefadenglühlampe mit extrem schlechter Energieeffizienz, die zudem nur noch einen Bruchteil ihrer ursprünglichen Leistung aufnimmt.
Bezüglich des Unterspannungsbetriebes von Glühlampen siehe auch Abschnitt Lebensdauer im Artikel über Glühlampen.

## Wirtschaftlichkeit
Um eine übliche 100-W-Glühlampe durch eine Binninger’sche Glühlampe gleicher Leuchtkraft zu ersetzen, müsste diese 150 W elektrische Leistung aufnehmen. Während der Lebensdauer einer normalen Glühlampe von 1000 Stunden entsteht somit ein Mehrverbrauch elektrischer Energie von 50 kWh, bei einem Preis von 0,26 €/kWh also 13 €. Deshalb wären solche Glühlampen nur dort wirtschaftlich, wo die Kosten, die ein Lampendefekt verursacht, höher sind als die Strommehrkosten (z. B. Verkehrsampeln oder unzugängliche oder abseits gelegene Lampen).
Gegenüber Langlebensdauerlampen oder Niederspannungs-Halogenglühlampen konnte sich das Binninger’sche Verfahren jedoch nicht in Form einer Glühlampe mit integrierter Elektronik durchsetzen.
Auch werden in diesen Bereichen zunehmend alternative Energiesparlampen wie (Kompaktleuchtstofflampen und LED-Leuchtfadenlampen) eingesetzt, die zwar höhere Anschaffungskosten haben, aber wesentlich längere Lebensdauern aufweisen und zudem noch deutlich weniger Energie verbrauchen.

## Mediale Betrachtung
Die Ewigkeitsglühbirne wurde in mehreren Filmen, darunter Binningers Birne (1997), Bulb Fiction (2011) und Die Glühbirnenverschwörung (2011) medial aufgearbeitet.